# スノーモト
スノーモトは、「スノーバイク」、「雪上自転車」と呼ばれるカテゴリーに属する乗り物。外観は、タイヤの代わりに2枚のボードを取り付けたBMXに似ている。
スノーバイクはソリの次に簡単な雪上滑走具で、1日練習すれば初級ゲレンデを自由に乗れるようになる。

## 概要
スノースクートのコンセプトとは異なり、ウインタースポーツの一つとして、スキー、スノーボードと同様の滑りの実現を目指し開発された。上達すると、スノーモトの特徴の一つでもある「カービングターン」をはじめ、BMXのようなエアーやハイスピードでのライディングが楽しめるようになる。外観は雪上バイクのスノースクートにシートを付けたものに似ている。シート（サドルのようなもの）は初心者が使うことは少ないが、インバートなどの技をメイクする際に膝グリップなどに使用する。滑走時に座るために使用するものではない。なお、車載方法としては、車内にハンドルを外した状態やボードを外した状態で積む、スノーボードやスキーのように、ルーフキャリアに積むなどの方法がある。ただし、比較的重量があるため、ルーフキャリアに乗せる際には充分な注意が必要である。
スノースクート同様、滑走可能なスキー場は以前に比べ増えたとはいえ、まだまだ滑走禁止や一部のみ滑走可のスキー場が多いため、事前確認は必須である。国内では滑走可能ゲレンデが約300カ所以上ある。年々雪離れするスキー場では、新たなユーザー獲得に向けて滑走ゲレンデが増えている。スノースクート同様に機材が高額ということもあり、新規ユーザーが増えない中で既存ユーザー（スノーモト、スクートライダー）のカービングスキルの向上を目指し、ライディングスクールを開講することで、スノーバイクユーザー全体のスキルアップをサポートする動きもある。
スノーモトを運用するにあたり、ウインターブーツやスノートレッキングシューズが必要である。それ以外の用具としては、スキーやスノーボードと共通の用具があればよい。
近年、ワイドボードの登場によりディープパウダーやツリーランを楽しむユーザーも増えてきている。スノーモトのボード開発では、スノーバイクの知識と経験を誇るシェイパーを招き、積極的な投資とR&Dを行なっている。リリースするボードはそれぞれにコンセプトを明確にし、ユーザーの用途（目的）に合わせた特色のあるボード作りを目指している。

## 歴史
- 2002年：ボストン在住の発案者がBURTONマーケティングを退職。その後、ビジネスパートナーのCOMPASS OUTDOOR社とスノーモトの開発に取り掛かる。
- 2004年：COMPASS OUTDOOR社よりCRIGHTONブランドのスノーモト販売開始。
- 2005年：（株）エス・エイ・アイがディストリビューターとして日本で販売開始。
- 2006年：SAIがスノーモトの製造権利を取得。独自ブランド「THE METAL WORX （TMW）」で、日本市場をはじめアメリカ、スペイン、フィンランド、カナダへ輸出。同年にはスノーモト初のアルミモデル（Aシリーズ）をリリース。Sシリーズ（スチールモデル）を含め、ラインナップの充実化と中・上級者への対応により、さらなる市場確保を目指す。スノーモトのオーナーを対象にした、第一回オーナーズミーティング（栂池）を開催。
- 2010年 : スノーモトの特徴である前後対称ナローボードに加え、ハイスピードでの滑走や新雪で威力を発揮するワイドボード（前後非対称ボード）をリリース。5年間開催してきたオーナーズミーティングを終了。
- 2011年：スノーモトの特徴でもある「カービングターン」に磨きをかけるため、前年リリースしたワイドボードを改良し、ボードのワイド&スリム”をおこなう。
- 2012年：スノーバイク界の第一人者として活動する映像ディレクター「井上卓郎氏」をボードシェイパーに迎え、スノーモト、スクートの垣根を越えたスノーバイク初のパウダー専用ボード「The day Flyingfish」をリリース。
- 2013年：フレーム工場の変更（中国から台湾メーカー）に伴い、劇的な軽量化を精度・剛性の向上化を実現。また、オンピスト、オフピスト対応のオールマウンテンボード「The day ALL DAY」をリリース。
- 2014年：ハイスピードターンやカービングを楽しむ「EDGE」をリリース。毎年増え続けるユーザーの遊び方やフィールドに合ったボード開発を行う。
- 2016年：パークやフリーライドを楽しむ「NewADVANCE」、鋭いキレのカービングを楽しむ「NewEDGE」、サイドカントリーから地形遊び、バンクライドに最適な「FUSION」、ディープパウダー専用ボード「The day SUPER FISH」とそれぞれのコンセプトに合ったNewボードが登場。
- 2018年：スノーバイク初のコンビネーションシステムを発表。ロングセラーパウダーボード「SUPER FISH」とのコンビネーションが楽しめる「SHARK」をリリース。SHARKはカービングコンセプトのEDGE（スノーモト専用）とは異なるオールマウンテンボードとして開発。スノーモトユーザーのみならず多くのスノースクートユーザーから支持されるボードでもある。
- 2019年：スノーバイク初のハンマーヘッドデザインのスーパーカービングボード「KATANA（上級者モデル）」をリリース。これにより2014年にリリースしたカービングボード「EDGE （中級者モデル）」との両立によりスノーバイク界に新たな”滑り”の境地を提案。